# Edé de Selys Longchamps

Wapenschild van het huis de Sélys-Longchamps.

Edmond A. Georges Marie Michel Ghislain de Selys Longchamps (Newmarket, 9 december 1914 - Londen, 16 juli 1982) (genaamd Edé) was een Belgisch edelman, officier en verzetsman.
Baron de Selys was de derde zoon van Raymond de Selys Longchamps. Hij streed tijdens de Achttiendaagse Veldtocht met de graad van kapitein-commandant bij de Belgische pantsertoepen. Hij werd als krijgsgevangene meegevoerd naar Duitsland maar slaagde erin in de loop van 1943 te ontsnappen. 
Hij kon via Spanje Engeland bereiken en sloot zich daar aan bij de Belgische parachutisten van de Special Air Service (SAS). In september 1944 maakte hij deel uit van de in België en Nederland opererende geallieerde troepen en werd tijdens de gevechten bij Wilmarsdonk gekwetst. 
In 1957 (hij was toen al 43) trouwde hij met de twintig jaar jongere Danièle Haesaerts (1935-2020), dochter van de Belgische cineast Paul Haesaerts. Ze kregen een zoon (die in Montreal geboren werd) en een dochter (die in Tunis geboren werd) en die voor heel wat nageslacht hebben gezorgd.